# Robert Johansson (żużlowiec)
Robert Johansson (ur. 21 stycznia 1972 w Eskilstunie) – szwedzki żużlowiec.
Czterokrotny finalista młodzieżowych indywidualnych mistrzostw Szwecji (najlepszy wynik: Västervik 1991 – V miejsce). Dwukrotny finalista indywidualnych mistrzostw Szwecji (najlepszy wynik: Hagfors 2003 – XI miejsce). Czterokrotny finalista mistrzostw Szwecji par (najlepszy wynik: 2003 – V miejsce). Dwukrotny brązowy medalista drużynowych mistrzostw Szwecji (1993, 2001 – w obu przypadkach w barwach klubu Västervik Speedway).
Reprezentant Szwecji na arenie międzynarodowej. Finalista indywidualnych mistrzostw świata juniorów (Pfaffenhofen 1992 – XIII miejsce). Wielokrotny uczestnik eliminacji indywidualnych mistrzostw świata (najlepszy wynik: Västervik 1996 – XI miejsce w finale szwedzkim).
W lidze brytyjskiej reprezentował barwy klubów: Scottish Monarchs (1996), Long Eaton (1996) oraz Eastbourne Eagles (1998).
W 2006 r. podpisał kontrakt ze Stalą Gorzów Wielkopolski, jednak nie wystąpił w żadnym meczu polskiej ligi.